# Кошкино (село, Неклиновский район)
Ко́шкино — село в Неклиновском районе Ростовской области.
Входит в состав Троицкого сельского поселения.

## Население
| 2010 |
| ---- |
| 20   |

## Улицы
- ул. Береговая,
- ул. Горная,
- пер. Пушкина.